# Mohammad Hatta

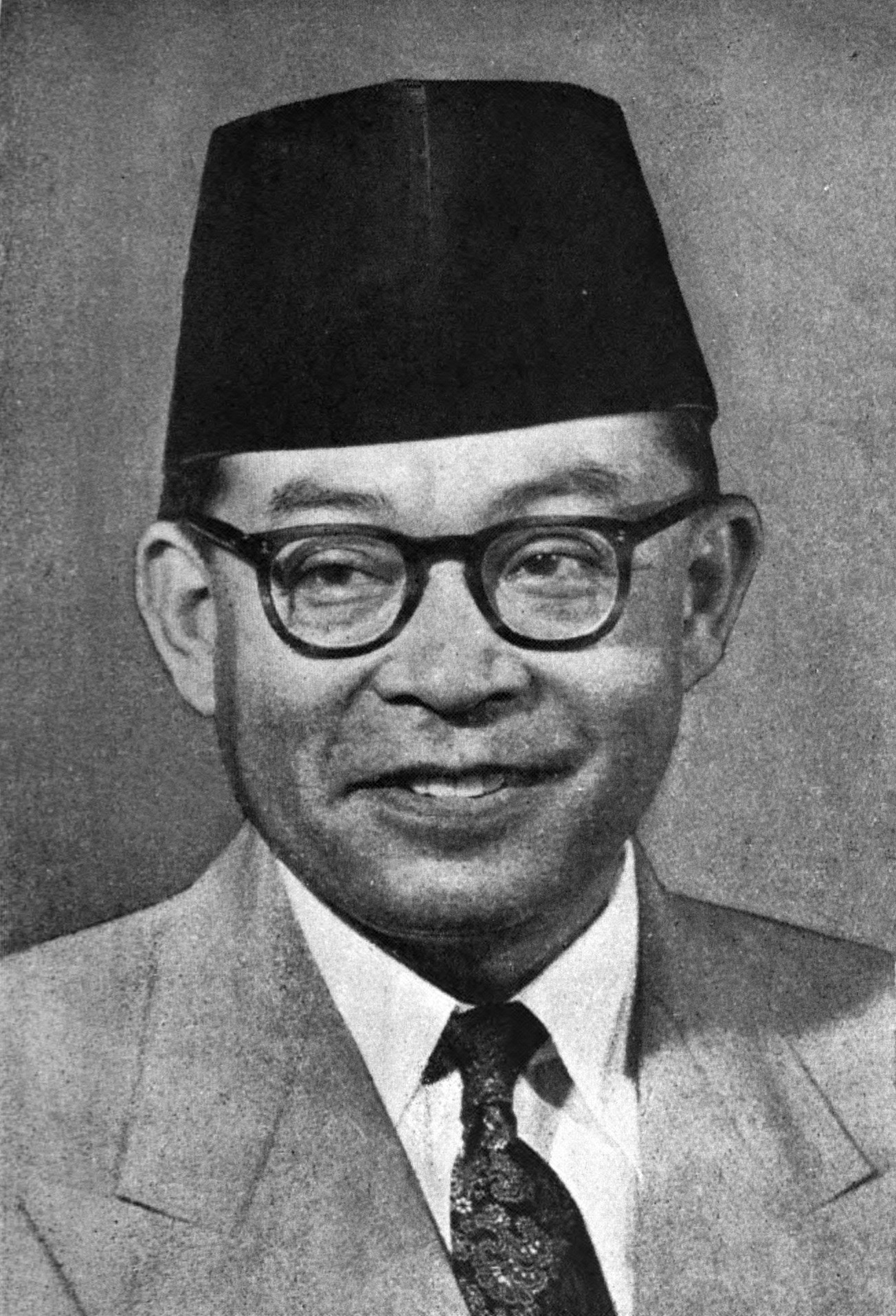
Mohammad Hatta

Mohammad Hatta, oft auch Mohammed Hatta, (* 12. August 1902 in Bukittinggi auf Sumatra; † 14. März 1980 in Jakarta) war ein indonesischer Politiker und Unabhängigkeitskämpfer. Er war ein Vordenker der indonesischen Nationalen Erweckungsbewegung und proklamierte am 17. August 1945 zusammen mit Sukarno die Indonesische Unabhängigkeitserklärung. Anschließend war er von 1945 bis 1956 der erste Vizepräsident Indonesiens, zusätzlich von 1948 bis 1950 Ministerpräsident sowie von 1949 bis 1950 Außenminister.

## Leben und Wirken
Mohammad Hatta reiste nach dem Besuch der Schule Hatta zur Weiterbildung in die Niederlande, wo er in Rotterdam die Handels-Hochschule der Erasmus-Universität Rotterdam besuchte. In den Niederlanden, wo er sich zehn Jahre aufhielt, wurde er auch eine führende Kraft der dortigen indonesischen Studenten.
1922 wurde er Mitglied der indonesischen Unabhängigkeitsbewegung gegen die niederländische Kolonialherrschaft. 1926 und 1927 vertrat er die Bewegung auf den Kongressen der Internationalen Anti-Imperialistischen Liga in Paris, Berlin und Brüssel, um für Unterstützung zu werben. Wegen dieses Engagements wurde er im Juni 1927 verhaftet. Sechs Monate später begann in Den Haag ein Prozess gegen die Mitglieder der Unabhängigkeitsbewegung. In einer viel beachteten Rede zeigte er auf, dass die Interessen der Niederlande und Indonesiens nicht miteinander vereinbar seien und die Politik der Kolonialmacht daher keine Unterstützung finden könne. Eine Kooperation wäre nur möglich, wenn Indonesien unabhängig und von den Niederlanden als gleichrangig betrachtet würde. 1929 wurde Hatta aus der Haft entlassen.
Im Sommer 1932 nach Indonesien zurückgekehrt, gründete er gemeinsam mit Sutan Syahrir die Pendidikan Nasional Indonesia („neue“ PNI in Nachfolge der „alten“ PNI Partai Nasional Indonesia Sukarnos) und nahm deren Vorsitz ein. 1934 wurde er erneut verhaftet und in die Verbannung geschickt: ab Januar 1935 in Boven Digoel auf Papua, von Januar 1936 bis Februar 1942 nach Banda Neira und bis März 1942 in Sukabumi auf West-Java, wo er 1942 von den japanischen Eroberern befreit wurde.
Nach der japanischen Kapitulation und vor dem Eintreffen alliierter Truppen erklärten Hatta und Sukarno gemeinsam am 17. August 1945 einseitig die Unabhängigkeit vom niederländischen Mutterland. Die Niederlande behaupteten ihre Ansprüche mit zwei „Polizeiaktionen“, dabei wurde Hatta 1948 abermals verhaftet.
Der Druck der Weltöffentlichkeit und der USA führte schließlich 1949 zur niederländischen Anerkennung der Unabhängigkeit. Hatta hatte ab 1945 zunächst an der Seite des Präsidenten Sukarno das Amt des Vizepräsidenten inne, wurde dann 1948 zum Ministerpräsidenten des Landes bestimmt, als der er zwei Jahre lang regierte. Nach dem Sturz Sukarnos 1966 wurde Hatta Berater von dessen Nachfolger Suharto. 
Zu Ehren von Sukarno und Hatta trägt der 1985 eröffnete internationale Flughafen von Jakarta-Cenkareng den Namen Bandara Internasional Soekarno-Hatta.